# 塔夫拉烏特 (麥迪亞省)
35°58′17″N 3°21′07″E / 35.97139°N 3.35194°E

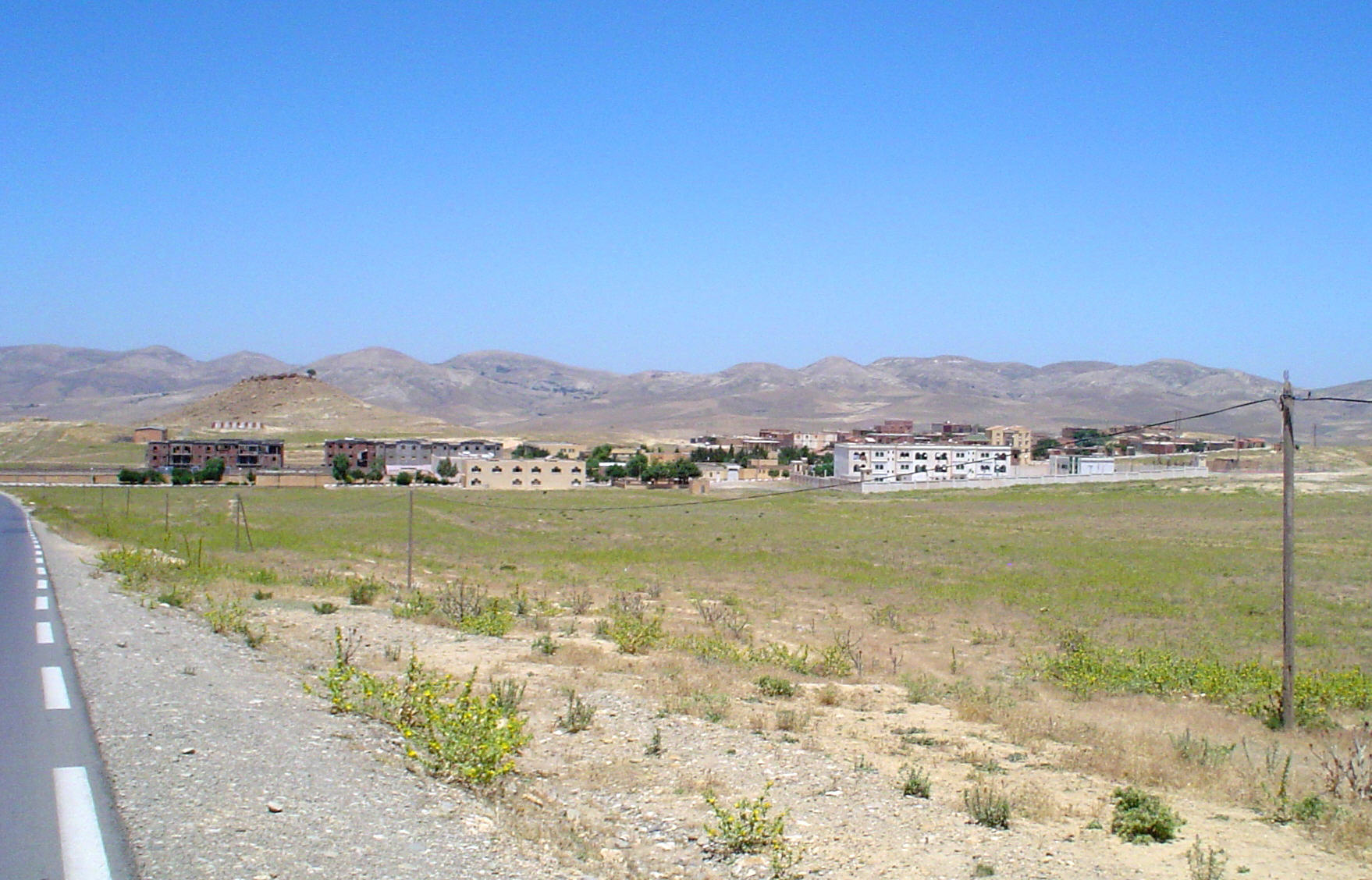

塔夫拉烏特（阿拉伯语：‎），是阿爾及利亞的城鎮，位於該國北部麥迪亞省，由舍拉萊阿德豪拉區負責管轄，面積105平方公里，2008年人口8,901，人口密度每平方公里85人。